# Östra Göinge härads valkrets
Östra Göinge härads valkrets var en egen valkrets i andra kammaren vid valen 1866–1908. Valkretsen, som hade ett mandat, avskaffades vid införandet av proportionellt valsystem i andrakammarvalet 1911 då den uppgick i Kristianstads läns nordvästra valkrets.

## Riksdagsmän
- Per Nilsson, lmp 1867, nylib 1868–1871, lmp 1872–1878 (1867–1878)
- Hans Johnsson, lmp (1879–1885)
- Per Truedsson, lmp 1886–1887, gamla lmp 1888–1894, lmp 1895–1896 (1886–1896)
- Per Jönsson, lmp 1897–1905 (1897–1906)
- John Erlansson, nfr (1907–1911)

## Valresultat

### 1896
| Andrakammarvalet i Sverige 1896: Östra Göinge härads valkrets | Andrakammarvalet i Sverige 1896: Östra Göinge härads valkrets | Andrakammarvalet i Sverige 1896: Östra Göinge härads valkrets | Andrakammarvalet i Sverige 1896: Östra Göinge härads valkrets | Andrakammarvalet i Sverige 1896: Östra Göinge härads valkrets |
| Kandidat                                                      | Kandidat                                                      | Röster                                                        | Röster                                                        | Röster                                                        |
| Kandidat                                                      | Kandidat                                                      | Antal                                                         | %                                                             | +− %                                                          |
| ------------------------------------------------------------- | ------------------------------------------------------------- | ------------------------------------------------------------- | ------------------------------------------------------------- | ------------------------------------------------------------- |
|                                                               | Per Jönsson                                                   | Oklart                                                        |                                                               |                                                               |
|                                                               | Per Truedsson (högerfrih.)                                    | Oklart                                                        |                                                               |                                                               |
|                                                               | Övriga kandidater                                             | Oklart                                                        |                                                               | —                                                             |
| Antal giltiga röster                                          | Antal giltiga röster                                          | 330                                                           |                                                               |                                                               |
| Kasserade röster                                              | Kasserade röster                                              | 2                                                             |                                                               |                                                               |
| Totalt                                                        | Totalt                                                        | 332                                                           |                                                               |                                                               |

| Andrakammarvalet i Sverige 1896: Östra Göinge härads valkrets | Andrakammarvalet i Sverige 1896: Östra Göinge härads valkrets | Andrakammarvalet i Sverige 1896: Östra Göinge härads valkrets | Andrakammarvalet i Sverige 1896: Östra Göinge härads valkrets | Andrakammarvalet i Sverige 1896: Östra Göinge härads valkrets |
| Kandidat                                                      | Kandidat                                                      | Röster                                                        | Röster                                                        | Röster                                                        |
| Kandidat                                                      | Kandidat                                                      | Antal                                                         | %                                                             | +− %                                                          |
| ------------------------------------------------------------- | ------------------------------------------------------------- | ------------------------------------------------------------- | ------------------------------------------------------------- | ------------------------------------------------------------- |
|                                                               | Per Jönsson                                                   | 378                                                           | 50,7                                                          |                                                               |
|                                                               | Per Truedsson (högerfrih.)                                    | 366                                                           | 49,1                                                          |                                                               |
|                                                               | Övriga kandidater                                             | 1                                                             | 0,1                                                           | —                                                             |
| Antal giltiga röster                                          | Antal giltiga röster                                          | 745                                                           |                                                               |                                                               |
| Kasserade röster                                              | Kasserade röster                                              | 3                                                             |                                                               |                                                               |
| Totalt                                                        | Totalt                                                        | 748                                                           |                                                               |                                                               |

### 1899
| Andrakammarvalet i Sverige 1899: Östra Göinge härads valkrets | Andrakammarvalet i Sverige 1899: Östra Göinge härads valkrets | Andrakammarvalet i Sverige 1899: Östra Göinge härads valkrets | Andrakammarvalet i Sverige 1899: Östra Göinge härads valkrets | Andrakammarvalet i Sverige 1899: Östra Göinge härads valkrets |
| Kandidat                                                      | Kandidat                                                      | Röster                                                        | Röster                                                        | Röster                                                        |
| Kandidat                                                      | Kandidat                                                      | Antal                                                         | %                                                             | +− %                                                          |
| ------------------------------------------------------------- | ------------------------------------------------------------- | ------------------------------------------------------------- | ------------------------------------------------------------- | ------------------------------------------------------------- |
|                                                               | Per Jönsson                                                   | 279                                                           | 49,8                                                          |                                                               |
|                                                               | Per Truedsson (högerfrih.)                                    | 261                                                           | 46,6                                                          |                                                               |
|                                                               | Övriga kandidater                                             | 20                                                            | 3,6                                                           | —                                                             |
| Antal giltiga röster                                          | Antal giltiga röster                                          | 560                                                           |                                                               |                                                               |
| Kasserade röster                                              | Kasserade röster                                              | 3                                                             |                                                               |                                                               |
| Totalt                                                        | Totalt                                                        | 563                                                           |                                                               |                                                               |

Valet ägde rum den 27 augusti 1899. Valdeltagandet var 49,4%.

### 1902
| Andrakammarvalet i Sverige 1902: Östra Göinge härads valkrets | Andrakammarvalet i Sverige 1902: Östra Göinge härads valkrets | Andrakammarvalet i Sverige 1902: Östra Göinge härads valkrets | Andrakammarvalet i Sverige 1902: Östra Göinge härads valkrets | Andrakammarvalet i Sverige 1902: Östra Göinge härads valkrets |
| Kandidat                                                      | Kandidat                                                      | Röster                                                        | Röster                                                        | Röster                                                        |
| Kandidat                                                      | Kandidat                                                      | Antal                                                         | %                                                             | +− %                                                          |
| ------------------------------------------------------------- | ------------------------------------------------------------- | ------------------------------------------------------------- | ------------------------------------------------------------- | ------------------------------------------------------------- |
|                                                               | Per Jönsson                                                   | 451                                                           | 58,0                                                          | ▲8,2                                                          |
|                                                               | John Erlansson (nykt.)                                        | 295                                                           | 37,9                                                          |                                                               |
|                                                               | Övriga kandidater                                             | 32                                                            | 4,1                                                           | —                                                             |
| Antal giltiga röster                                          | Antal giltiga röster                                          | 778                                                           |                                                               |                                                               |
| Kasserade röster                                              | Kasserade röster                                              | 2                                                             |                                                               |                                                               |
| Totalt                                                        | Totalt                                                        | 780                                                           |                                                               |                                                               |

Valet ägde rum den 7 september 1902. Valdeltagandet var 62,0%.

### 1905
| Andrakammarvalet i Sverige 1905: Östra Göinge härads valkrets | Andrakammarvalet i Sverige 1905: Östra Göinge härads valkrets | Andrakammarvalet i Sverige 1905: Östra Göinge härads valkrets | Andrakammarvalet i Sverige 1905: Östra Göinge härads valkrets | Andrakammarvalet i Sverige 1905: Östra Göinge härads valkrets |
| Kandidat                                                      | Kandidat                                                      | Röster                                                        | Röster                                                        | Röster                                                        |
| Kandidat                                                      | Kandidat                                                      | Antal                                                         | %                                                             | +− %                                                          |
| ------------------------------------------------------------- | ------------------------------------------------------------- | ------------------------------------------------------------- | ------------------------------------------------------------- | ------------------------------------------------------------- |
|                                                               | Per Jönsson                                                   | 630                                                           | 74,3                                                          | ▲16,3                                                         |
|                                                               | Johan Nilsson                                                 | 158                                                           | 18,6                                                          |                                                               |
|                                                               | Övriga kandidater                                             | 60                                                            | 7,1                                                           | —                                                             |
| Antal giltiga röster                                          | Antal giltiga röster                                          | 848                                                           |                                                               |                                                               |
| Kasserade röster                                              | Kasserade röster                                              | 1                                                             |                                                               |                                                               |
| Totalt                                                        | Totalt                                                        | 849                                                           |                                                               |                                                               |

Valet ägde rum den 10 september 1905. Valdeltagandet var 57,6%.

### 1908
| Andrakammarvalet i Sverige 1908: Östra Göinge härads valkrets | Andrakammarvalet i Sverige 1908: Östra Göinge härads valkrets | Andrakammarvalet i Sverige 1908: Östra Göinge härads valkrets | Andrakammarvalet i Sverige 1908: Östra Göinge härads valkrets | Andrakammarvalet i Sverige 1908: Östra Göinge härads valkrets |
| Kandidat                                                      | Kandidat                                                      | Röster                                                        | Röster                                                        | Röster                                                        |
| Kandidat                                                      | Kandidat                                                      | Antal                                                         | %                                                             | +− %                                                          |
| ------------------------------------------------------------- | ------------------------------------------------------------- | ------------------------------------------------------------- | ------------------------------------------------------------- | ------------------------------------------------------------- |
|                                                               | John Erlansson                                                | 752                                                           | 52,3                                                          |                                                               |
|                                                               | Per Jonsson i Emmislöv (liberal)                              | 679                                                           | 47,2                                                          |                                                               |
|                                                               | Övriga kandidater                                             | 7                                                             | 0,5                                                           | —                                                             |
| Antal giltiga röster                                          | Antal giltiga röster                                          | 1 438                                                         |                                                               |                                                               |
| Kasserade röster                                              | Kasserade röster                                              | 1                                                             |                                                               |                                                               |
| Totalt                                                        | Totalt                                                        | 1 439                                                         |                                                               |                                                               |

Valet ägde rum den 6 september 1908. Valdeltagandet var 75,5%.